# 克里斯蒂安·西尼克羅皮
克里斯蒂安·西尼克羅皮（法語：Christian Sinicropi，法語發音：[kʁistjɑ̃ sinikʁɔpi]；1971年9月13日—）出生於法國普羅旺斯-阿爾卑斯-蔚藍海岸大區濱海阿爾卑斯省的戛纳，是一位法式料理的廚師。

## 生平
克里斯蒂安·西尼克羅皮在十八歲1989年時，在家鄉戛纳的馬丁內斯酒店擔任特約主廚，接著前往比亚里茨的巴拉斯酒店、摩納哥艾倫·杜卡斯蒙地卡羅巴黎酒店的路易十五餐廳，2001年克里斯蒂安·西尼克羅皮回到戛纳馬丁內斯酒店的金棕櫚餐廳（法語：La Palme d'Or）成為主廚迄今。

## 受獎
- 米其林指南[2]
- 戈和米約[3]